# ماكس هيرز
ماكس هيرز (بالمجرية: Herz Miksa)‏ هو مهندس معماري مجري، ولد في 19 مايو 1856 في غرانيتشيري ‏ في رومانيا، وتوفي في 5 مايو 1919 في زيورخ في سويسرا.